# 蓝枣砂定碱
蓝枣砂定碱是一种有机化合物，化学式为C10H12N2。它是一种抗抑郁药，保加利亚正在开发其用于治疗抑郁症。它能增加大脑中的血清素、去甲肾上腺素和多巴胺水平，并被认为能作为单胺氧化酶抑制剂。它存在于Echinops echinatus物种中。